# Citilink
Citilink est une compagnie aérienne indonésienne à bas coûts, filiale de la compagnie nationale Garuda Indonesia. Elle a été créée en 2001. Sa base est l'aéroport international Juanda de Surabaya à Java oriental.
La compagnie a inauguré la réouverture de l'aéroport Halim Perdanakusuma de Jakarta au trafic commercial le 10 janvier 2014.
Citilink prévoit de transporter 8,5 millions de passagers en 2014, dont 1,1 million de Halim. La compagnie a transporté 2,8 millions de passager en 2012 et 5,4 millions en 2013. La compagnie prévoit également d'ouvrir des destinations à l'étranger, dont Singapour, la Thaïlande, les Philippines, la Malaisie et l'Australie.
Garuda prévoit une mise en bourse de Citilink en 2015.

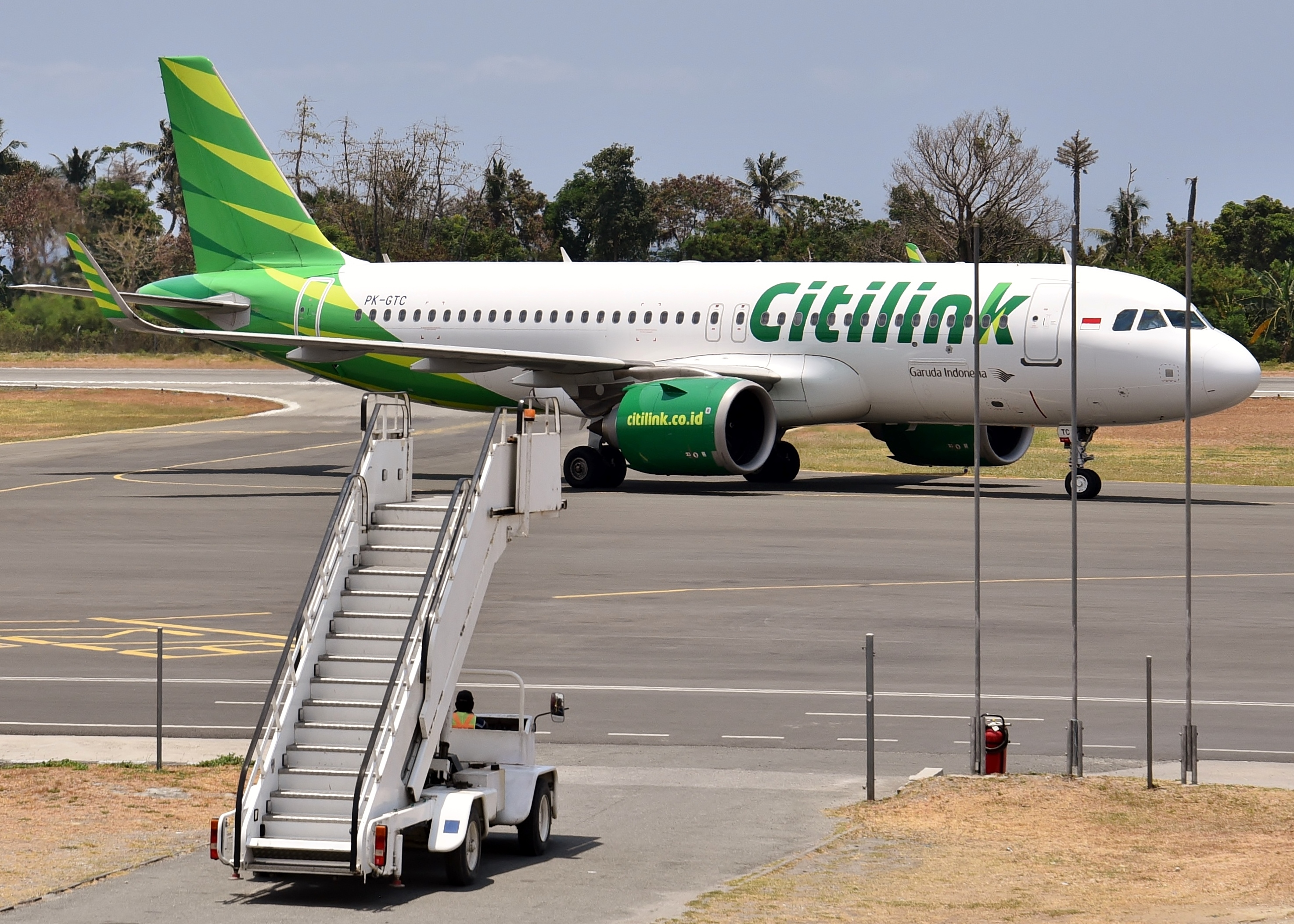
Airbus A320neo de Citilink

Citilink va reprendre les opérations de Sriwijaya Air et sa filiale à bas coût NAM Air.

## Histoire
Citilink a commencé son activité le 16 juillet 2001 avec un vol de Surabaya à Tarakan via Balikpapan.
En janvier 2008, Garuda décide de temporairement cesser cette activité, qui a repris en septembre 2008.

## Flotte
La flotte actuelle de Citilink est composée d'Airbus A320 uniquement.
Mi-2011 Garuda Indonesia a commandé 25 Airbus A320 avec une option de 25 autres appareils. Cette commande consiste en 15 Airbus A320 and 10 Airbus A320neo, prévoyant une livraison de 5 unités  chaque année de 2014 à 2018. Les A320s remplaceront les 737. Ce programme de rénovation de la flotte est estimé à 2,13 milliards de dollars.
Fin 2011, Garuda a commandé 5 A320 d'occasion en vue du lancement de routes internationales pour Citilink en 2012. Ces appareils ne font pas partie de la commande des 25 A320 de mi-2011. 
En décembre 2012, Citilink a commandé 25 ATR 72-600 avec 25 autres en options. Ceci est la première commande faite directement par Citilink à un constructeur. Une deuxième commande, de 25 A320neo, a suivi en janvier 2013, soit un toal de 35 neo.
Le premier A320 de Citilink est entré en service en septembre 2011, reliant Jakarta à Balikpapan, Banjarmasin et Medan.
| Appareil        | En service | Commandé | Passagers | Remarques                            |
| --------------- | ---------- | -------- | --------- | ------------------------------------ |
| Airbus A320neo  | 10         | 25       | 180       | Commandés directement d'Airbus       |
| Airbus A320-200 | 40         | 0        | 180       |                                      |
| Airbus A330neo  | 3          | 0        | 287       | Achetés après la faillite de WOW air |
| ATR 72-600      | 7          | 0        | 70        |                                      |
| Total           | 60         | 25       | 717       |                                      |

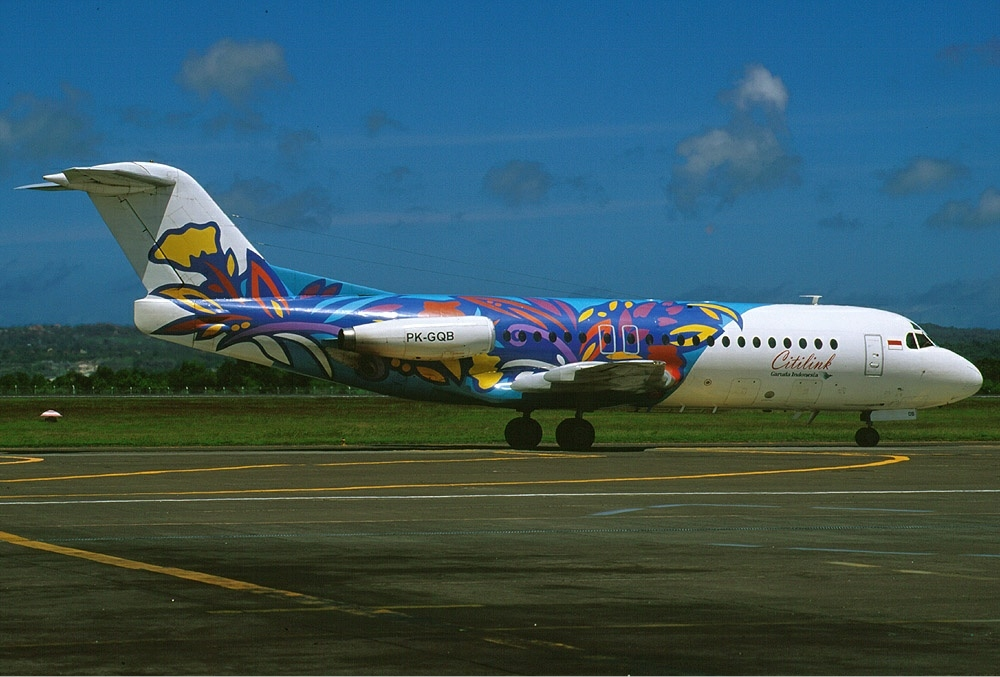
Un Fokker F28-4000 de Citilink dans l'ancienne livrée, en 2003
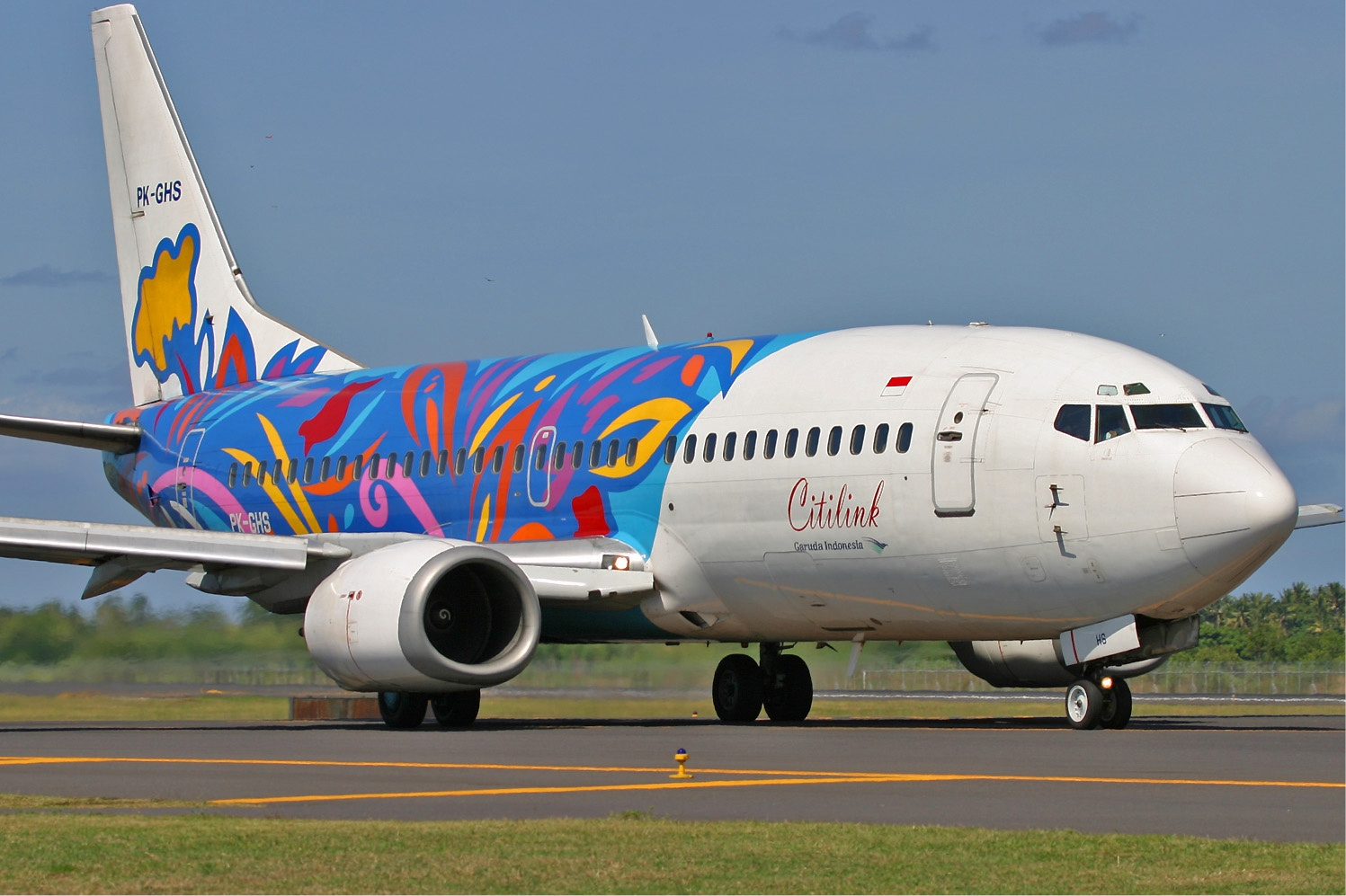
Un Boeing 737-300 de Citilink en 2005
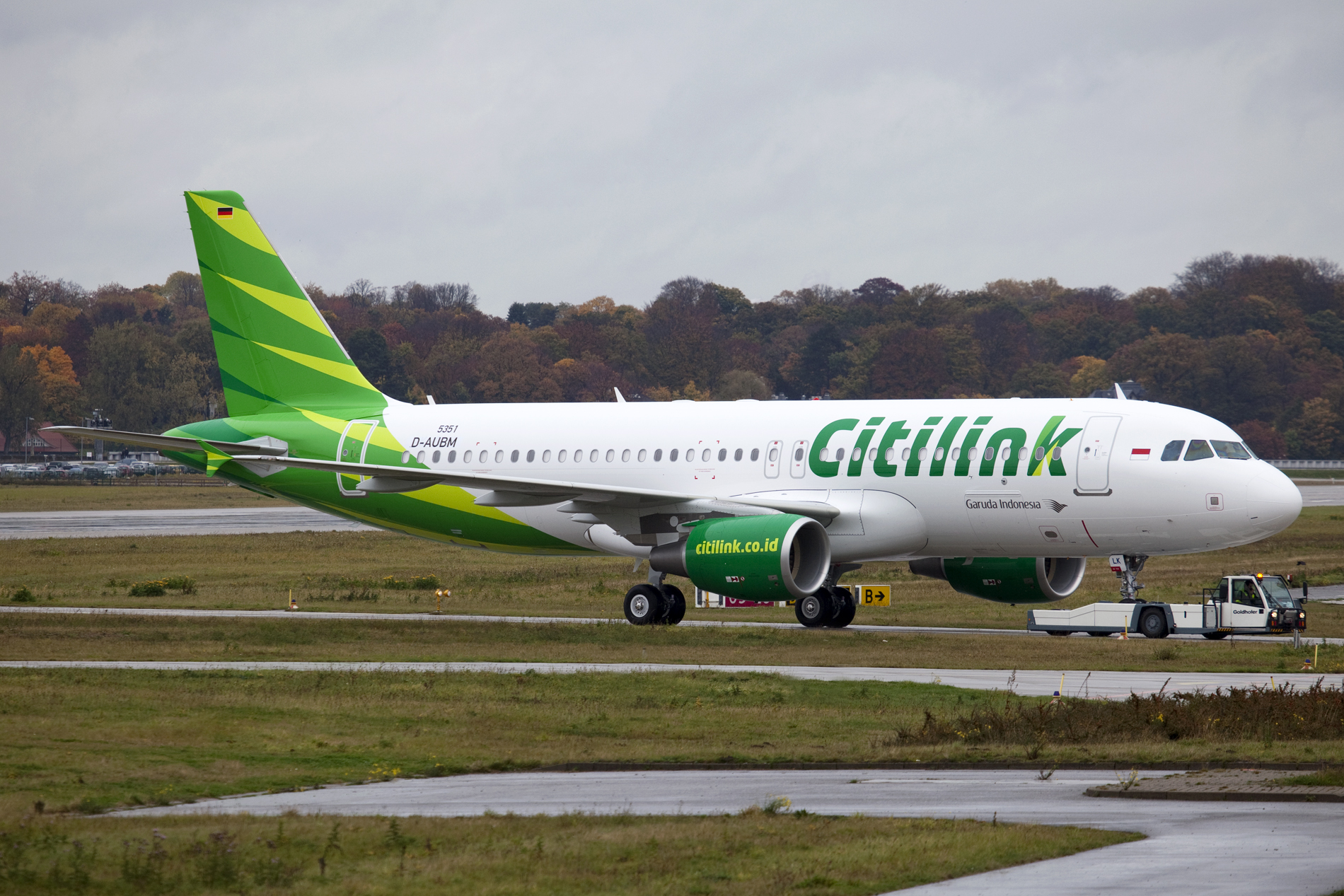
Un Airbus A320-200 de Citilink
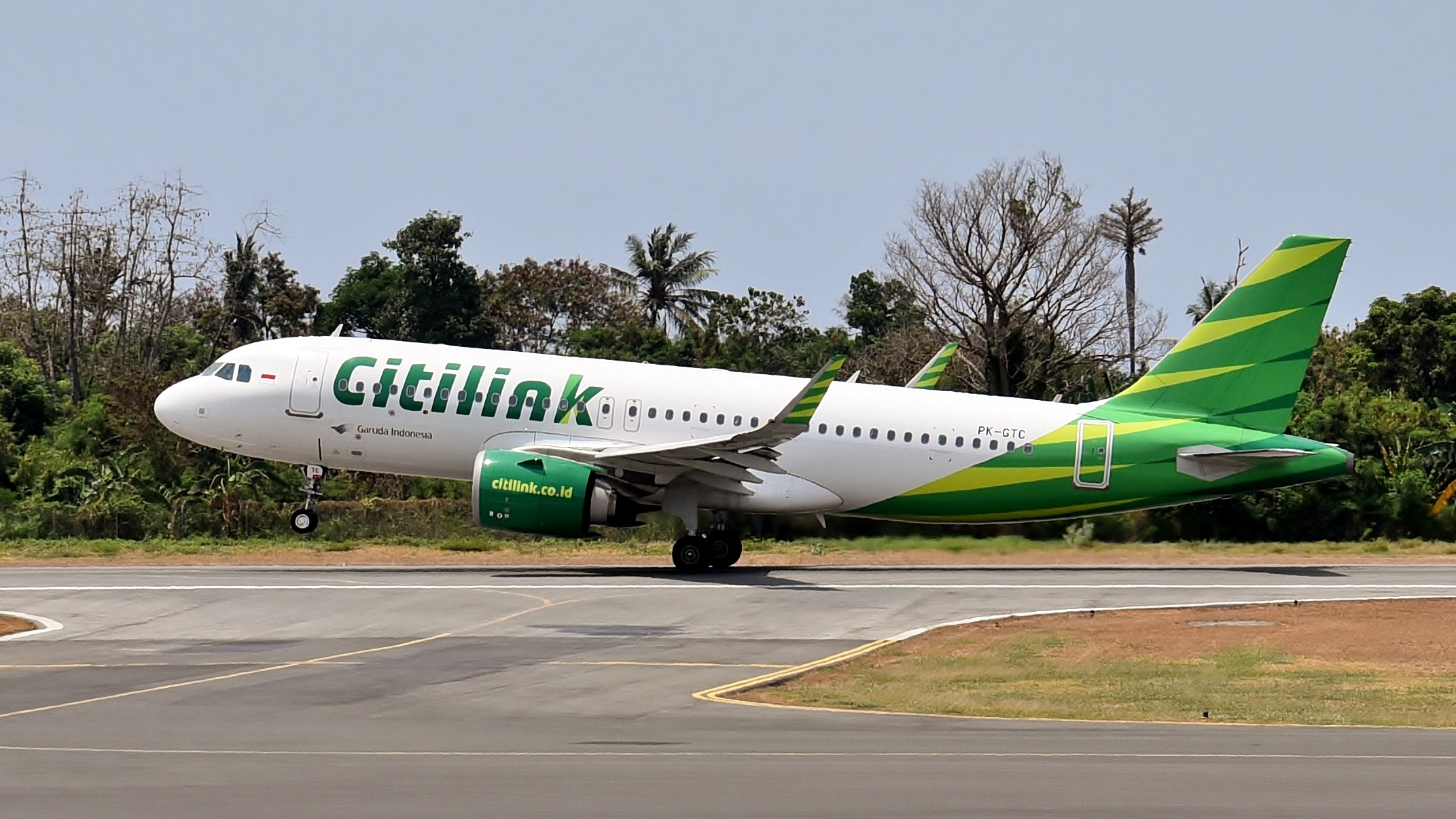
Airbus A320neo